# Къч
Къч (на гуджарати: કચ્છ જિલ્લો Къчх Джило; на синдхи: ڪڇ ضلو; на английски: Kutch) е най-големият по площ окръг в индийския щат Гуджарат и в цяла Индия. Площта му е 45 652 km², а населението – 2 092 371 души (2011). Окръгът има 10 талука, 939 села и 6 муниципалитети (самоуправляващи се общини). Главен град е Бхудж.
Индуисти са 76,89% от населението на окръга, ислям изповядват 21,14%, джайнисти са 1,21% и сикхисти – 0,2%. Коефициентът на грамотност е 71,58%. 54,91% от населението на окръга говори гуджарати, 34,92% – синдхи, 7,53% – хинди и 0,51% – телугу като свой пръв език.